# 済州四・三事件真相糾明及び犠牲者名誉回復委員会
済州四・三事件真相糾明及び犠牲者名誉回復委員会（ちぇじゅよんさんじけんしんそうきゅうめいおよびぎせいしゃめいよかいふくいいんかい）は「済州四・三事件真相糾明及び犠牲者名誉回復に関する特別法」（以下、特別法と呼ぶ）により設置された大韓民国国務総理所属の国家機関。

## 役割
済州四・三事件の真相を糾明し、特別法による犠牲者及び遺族の審査・決定及び名誉回復に関する事項を審議・議決する（特別法第3条）。審議・議決する事項は以下の通り。
1. 済州四・三事件真相調査のための国内外関連資料の蒐集及び分析に関する事項
2. 犠牲者及び遺族の審査・決定に関する事項
3. 犠牲者及び遺族の名誉回復に関する事項
4. 真相調査報告書作成及び史料館造成に関する事項
5. 慰霊墓域造成及び慰霊塔建立に関する事項
6. 済州四・三事件に関する政府の立場表明等に関する事項
7. 特別法で定めている家族関係登録簿の作成に関する事項
8. 集団虐殺地・埋葬地調査及び遺骨の発掘・収拾等に関する事項
9. 犠牲者の医療支援金及び生活支援金の支給決定に関する事項
10. 済州四・三事件真相調査報告書作成企画団の運営に関する事項
11. その他真相糾明と名誉回復のために委員会が必要と認める事項

## 沿革
- 2000年1月12日 - 特別法公布
- 2000年8月29日 - 済州四・三事件真相糾明及び犠牲者名誉回復委員会が発足
- 2003年10月 - 真相調査報告書を最終確定
- 2003年10月31日 - 盧武鉉大統領が済州四・三事件について公式に謝罪[1]
- 2008年3月28日 - 済州四・三平和記念館が開館

## 組織
委員会は委員長1人を含めた20人以内の委員で構成され、委員長は国務総理が務める。
議決事項を実行し、委員会から委任された事項を処理するために、済州特別自治道知事所属下に実務委員会が設置されている。定員は知事が務める委員長を含め15人以内と定められている。

## 関連事項
- 済州島四・三事件